# Tag der Zimtschnecke

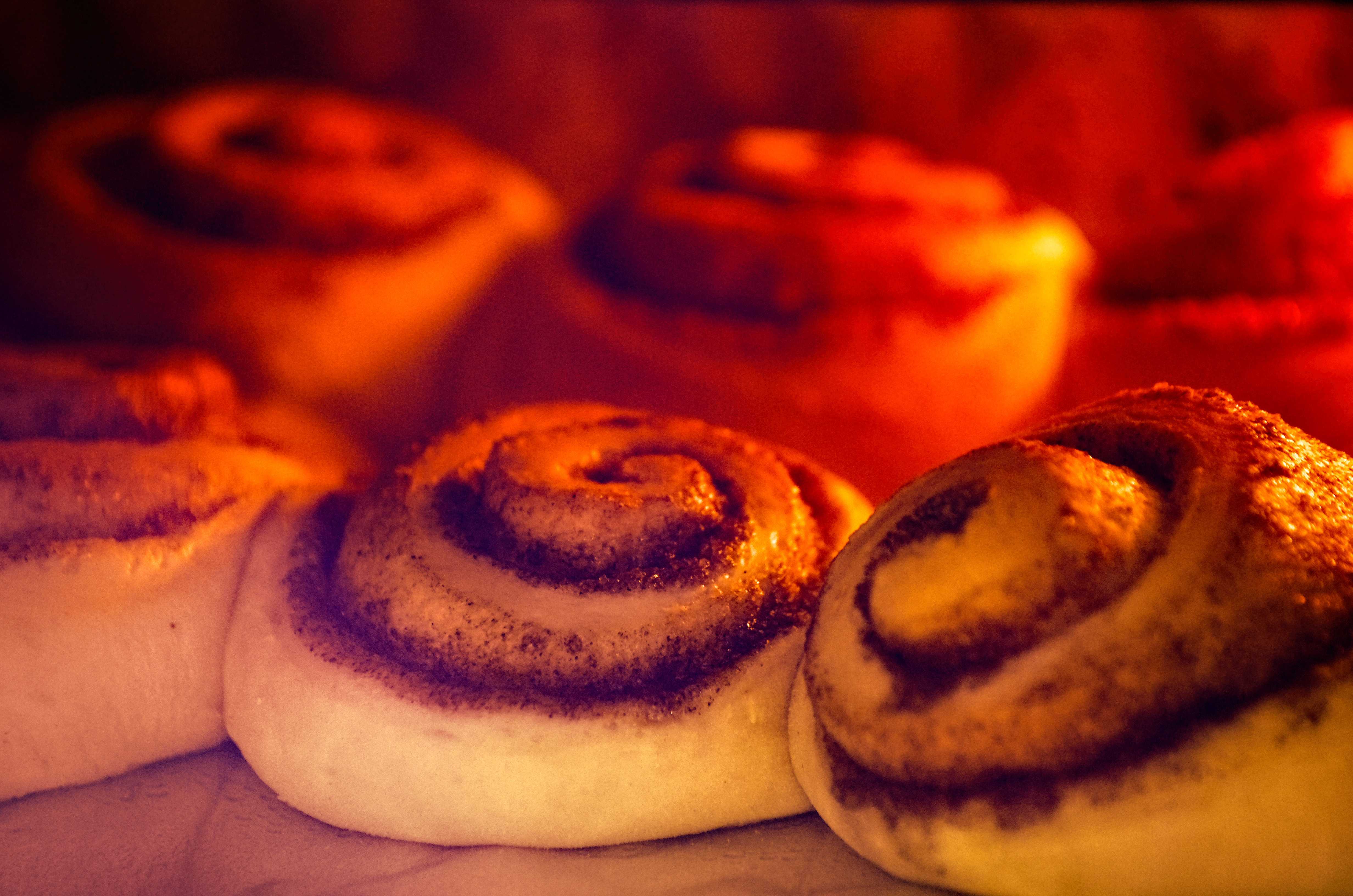
Selbst gebackene Zimtschneckem Im Ofen (Foto: Pannet)

Der Zimtschnecken-Tag, auch bekannt als kanelbullens dag (Schwedisch) bzw. korvapuustipäivä (Finnisch), wird alljährlich am 4. Oktober begangen.
Dieser thematische Feiertag wurde 1999 von Kaeth Gardestedt ins Leben gerufen, die zu dieser Zeit Projektleiterin des Home Baking Council (Hembakningsrådet) war. Diese Organisation war historisch gesehen ein Interessenverband von Herstellern von Hefe, Mehl, Zucker und Margarine. Inzwischen wird sie von der Marke Dansukker unterstützt.

## Kulturelle Funktion
Der Anlass dieser Feierlichkeiten besteht darin, die Aufmerksamkeit auf die schwedische Backtradition zu lenken, wobei ein besonderes Augenmerk auf Zimtschnecken liegt. Ziel ist es zudem, den Konsum von Hefe, Mehl, Zucker und Margarine zu steigern. Diese Initiative wird durch Werbeschilder in Geschäften und Cafés beworben. Zusätzlich zelebrieren IKEA-Filialen weltweit diesen Tag, indem sie im Oktober besondere Aktionen für Zimtschnecken anbieten.
Die meisten offiziellen kulinarischen Festlichkeiten sind eher von geringer Relevanz und erregen nur wenig Aufmerksamkeit. Die außergewöhnliche Beliebtheit, der sich der Zimtschnecken-Tag bei der schwedischen Bevölkerung erfreut, ist jedoch ein bemerkenswerter Ausnahmefall. Gemäß dem schwedischen Ethnologen Jonas Engman ist dieser Erfolg teilweise auf eine Krise der nationalen Identität zurückzuführen. Diese hat dazu geführt, dass Menschen vermehrt Wertschätzung für Dinge entwickeln, die sie an positive Aspekte vergangener Jahre erinnern.

## Datum
Der Zimtschnecken-Tag wird am 4. Oktober gefeiert, um eine Überschneidung mit anderen kulinarischen Traditionen zu vermeiden, insbesondere mit dem süßen Semla-Gebäck, das in Schweden und Finnland am Faschingsdienstag serviert wird. In Schweden fällt der Internationale Kindertag auf den ersten Montag im Oktober. „Die Intention hinter dem Zimtschnecken-Tag war, dass er als ein Tag der Besinnlichkeit wahrgenommen werden sollte.“